# غيل أورورك
غيل أورورك (بالإنجليزية: Gail O'Rourke)‏ (23 ديسمبر 1942 في الولايات المتحدة - 3 أبريل 2000) هي لاعبة كرة طائرة الولايات المتحدة. شاركت في الألعاب الأولمبية الصيفية 1964.

## وصلات خارجية
- غيل أورورك على موقع أوليمبيديا (الإنجليزية)